# Oest

Una rosa de la brúixola amb l'oest ressaltat en negre

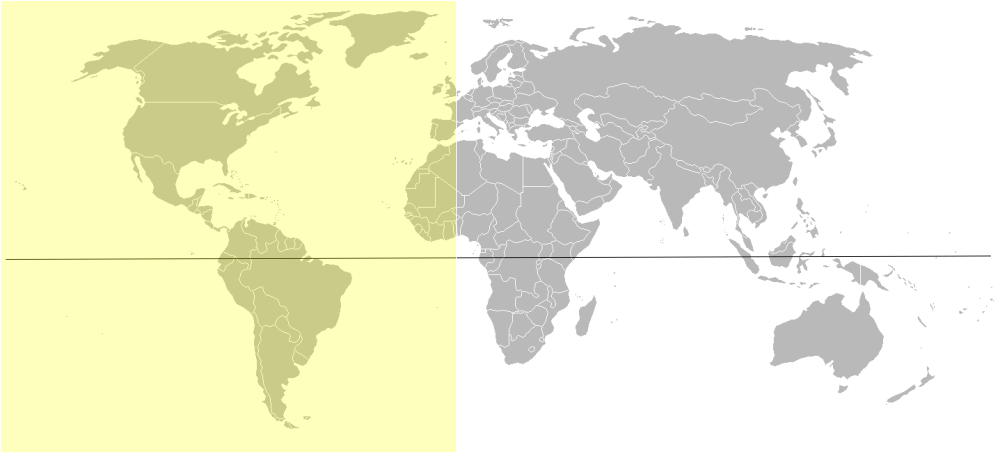
L'hemisferi oest

L'oest és un dels quatre punts cardinals, també rep el nom d'occident o ponent, ja que és a l'oest on es pon el Sol. Concretament, és el punt de l’horitzó on es pon el Sol en els equinoccis. És la direcció oposada a l'est. El meridià de Greenwich divideix la terra en dos hemisferis, l'hemisferi oest o hemisferi occidental i l'hemisferi est o hemisferi oriental.

## Etimologia
La paraula "oest" és una paraula germànica que passa a algunes llengües romàniques (ouest en francès, oest en català, ovest en italià, oeste en castellà i portuguès). Com en altres idiomes, la formació de paraules prové del fet que oest és la direcció del sol que es pon al vespre. El nom oest també s'ha apuntat que procedeix de l'anglès antic west, que al seu torn deriva de la paraula de l'alemany antic westar. Possiblement aquesta paraula estigui relacionada amb la paraula llatina vesper o amb la paraula grega hesperos que significa vespre.

## Mitologia
A la mitologia nòrdica hi ha un nan situat a occident que sostenia la volta del cel, anomenat Vestri.
A la mitologia grega, Jàpet era el tità d'Occident, i el seu fill Atles residia a l'extrem occidental de la terra coneguda. Zèfir era, en canvi, la personificació del Vent de l'Oest.

## Navegació
Per anar cap a l'oest mitjançant una brúixola de la navegació (on el nord magnètic és la mateixa direcció que el nord veritable) cal establir un rumb o un azimut de 270 °.
L'oest és la direcció oposada a la rotació de la Terra sobre el seu eix i, per tant, és la direcció general cap a la qual el Sol sembla progressar constantment i, al final, posar-se. Això no és cert al planeta Venus, que gira en sentit contrari a la Terra (rotació retrògrada). Per a un observador a la superfície de Venus, el Sol sortiria a l'oest i es posaria a l'est encara que els núvols opacs de Venus impedeixen observar el Sol des de la superfície del planeta.
En un mapa que té el nord a la part superior, l'oest és a l'esquerra. Moure’s contínuament cap a l’oest és seguir un paral·lel.

## Clima
A causa de la direcció de rotació de la Terra, el vent dominant en molts llocs de les latituds mitjanes (és a dir, entre 35 i 65 graus de latitud) és de l'oest.

## Cultura
La frase "Occident" sovint fa referència al món occidental, que inclou la Unió Europea (també l'Associació Europea de Lliure Comerç), Amèrica, Israel, Austràlia, Nova Zelanda i (en part) Sud-àfrica.
El concepte de part occidental de la terra té les seves arrels a l'Imperi Romà d’Occident i al cristianisme occidental. Durant la Guerra Freda, sovint s'utilitzava "Occident" per referir-se a l'OTAN en oposició al Pacte de Varsòvia i Moviment de Països No-alineats. L'expressió sobreviu, amb un significat cada vegada més ambigu.

### Europa
Alemanya durant la Guerra Freda va quedar dividida en dues parts, d'aquesta forma va sorgir una forma de nomenar els habitants de la part de l'oest com Wessi, originari de West (Alemanya Occidental o República Federal Alemanya), en contraposició a l’Ossi, derivat d’Ost, que era un habitant de l'Est (Alemanya Oriental o República Democràtica Alemanya).

### Estats Units
Als Estats Units l'oest, o també el llunyà oest, es refereix a la part més occidental del país. I també se'l coneix com l'hemisferi occidental. En aquesta zona s'ambienten les pel·lícules de l'Oest, un gènere cinematogràfic.

## Significats simbòlics
Al budisme xinès, occident representa el moviment cap a Buda (vegeu Viatge a l'Oest). Els antics asteques creien que Occident era el regne de la gran deessa de l'aigua, la boira i el blat de moro. A l'antic Egipte, Occident es considerava el portal de l'inframon i és la direcció cardinal considerada en relació amb la mort, encara que no sempre amb una connotació negativa. Els antics egipcis també creien que la deessa Amaunet era una personificació d'Occident. Els celtes creien que més enllà del mar occidental, fora de les vores de tots els mapes, hi havia l'altre món, o el més enllà.
En el judaisme, l'oest es troba cap a la Shekinah (presència) de Déu, ja que en la història jueva el Tabernacle i el Temple de Jerusalem posterior es van orientar cap a l'est, amb la presència de Déu al Sancta sanctorum fins a les escales cap a l'oest. Segons la Bíblia, els israelites van travessar el riu Jordà cap a l’oest cap a la Terra promesa. A l'Islam la gent resa cap a l'oest, ja que respecte a la Meca, la Meca es dirigeix cap a l'oest.
En la literatura estatunidenca (per exemple, a El Gran Gatsby) moure's cap a l'Oest ha de vegades simbolitzat l'obtenció de llibertat, potser com a associació amb la colonització del salvatge Oest (vegeu també Destí Manifest).

## Ficció fantàstica
Tolkien el va utilitzar de manera simbòlica, amb el moribund Thorin que va anomenar  fill de l'occident a Bilbo Saquet a El Hobbit. Això és molt més definit a El Senyor dels Anells, on l’orient va servir Sàuron i els seus enemics s’associen a Occident.
A la sèrie Imperi de l'Orient de Saberhagen, els poders rivals són Occident i Orient, inclosos els éssers humans i els éssers sobrenaturals. Tots els dimonis formen part d'Orient.
Això no és universal. En els treballs anteriors de Tolkien, el nord havia estat la direcció del mal. CS Lewis a La travessia del Navegant de l'Alba té l'est com a direcció sagrada, que condueix al país d'Aslan.